# Amt Dänischer Wohld
Het Amt Dänischer Wohld is een Amt in de Duitse deelstaat Sleeswijk-Holstein. Dänischer Wohld bestaat uit acht gemeenten in de Kreis Rendsburg-Eckernförde. Het werd gevormd bij de bestuurlijke herindeling in Sleeswijk-Holstein in 1970 en in 1979 uitgebreid met de gemeente Neudorf-Bornstein en in 2008 met de tot dan Amtvrije gemeente Gettorf.

## Deelnemende gemeenten
1. Felm
2. Gettorf
3. Lindau
4. Neudorf-Bornstein
5. Neuwittenbek
6. Osdorf
7. Schinkel
8. Tüttendorf